# Vale de Prazeres
Vale de Prazeres era una freguesia portuguesa del municipio de Fundão, distrito de Castelo Branco.

## Historia
Fue suprimida el 28 de enero de 2013, en aplicación de una resolución de la Asamblea de la República portuguesa promulgada el 16 de enero de 2013 al unirse con la freguesia de Mata da Rainha, formando la nueva freguesia de Vale de Prazeres e Mata da Rainha.